# Michel Soufflet
Pour les articles homonymes, voir Soufflet.
Michel Soufflet, né le 28 août 1930 et mort le 8 septembre 2024, est un industriel français et le président du conseil de surveillance de sa société familiale, le Groupe Soufflet, qui est le plus grand meunier de céréales et producteur de malt en France. En 2018, sa fortune était estimée à un milliard d'euros.

## Famille et enfance
Michel Soufflet est le fils d'Yvonne Juchat et de Jean Soufflet. Yvonne Juchat avait hérité de la petite entreprise familiale de ramassage de grains de Nogent-sur-Seine et l'avait développée avec son mari Jean pour en faire la société à responsabilité limitée « Établissements J. Soufflet ».

## Carrière dans les affaires
Michel Soufflet rejoint officiellement l'entreprise familiale en 1947 ; elle ne compte alors que sept salariés. Il effectue son service militaire en 1948, puis revient aux affaires. À la mort de son père en 1957, l'entreprise s'était agrandie avec une succursale en Afrique du Nord, la SARL Nord Africaine de produits alimentaires, et une usine de production de malt à Nogent-sur-Seine.
Après avoir repris l'entreprise, Michel Soufflet augmente le portefeuille de clients et diversifie l'activité de l'entreprise dans la vente de fournitures agricoles. Il a développé le service de roulage en 1962, dans lequel des camions ramassaient et transportaient les céréales directement du champ au silo. Après que le Traité de Rome lui a ouvert des perspectives d'exportation au sein de la CEE, il a pris la décision inhabituelle d'exporter par voie maritime et a construit son propre silo et ses installations d'exportation à Rouen.
En 2000, Michel Soufflet passe le flambeau à son fils Jean-Michel. Laurence Soufflet, sa fille, devient Directrice de la Communication du Groupe.

## Autres activités
Il a été Directeur de Secobra Recherche, Membre du Conseil d'Administration de la Filière Céréales France (ex-ONIC), et Président du SYMEX (Syndicat Français de la Meunerie Export).
Il est nommé Chevalier de l'Ordre du Mérite français (1978), Chevalier de la Légion d'honneur française (1988), récipiendaire du grade de Commandeur du Mérite agricole (1997) et Officier de la Légion d'honneur française (1999). Il a également été décoré de l'Ordre de l'amitié franco-russe par Vladimir Poutine en juin 2000.